# Sirakorola
Sirakorola est une localité et une commune rurale du Mali, chef-lieu d'arrondissement dans le cercle et la région de Koulikoro. 

## Villages
La commune s'étend sur 55 localités relevées lors du recensement général de 2009. 
Les villages les plus peuplés sont :
- Sirakorola Ouest (2 587 habitants) ;
- Chola (1 425 habitants) ;
- Monzonbala (1 415 habitants).

Zana est un village de la commune de Sirakorola.